# 깃꼬리유대하늘다람쥐

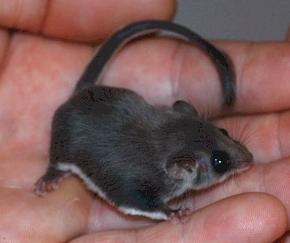
Acrobates pygmaeus

깃꼬리유대하늘다람쥐(Acrobates pygmaeus)는 깃털꼬리주머니쥐과에 속하는 유대류의 일종이다. 오스트레일리아 동부 지역의 토착종으로 전세계의 활공하는 포유류 중에서 가장 작다.

## 특징
몸길이는 겨우 6.5~8cm, 몸무게는 약 12g으로 작은 쥐 크기 정도에 불과하며, 세계에서 가장 작은 활공하는 포유류이다. 털은 부드럽고 매끄러우며, 몸 상체는 회색빛이 도는 갈색을 균일하게 띠고 하체는 흰색이다.
눈 주위에 검은 털이 둥글게 나 있고, 비강은 털이 없고 깊으며, 귀는 적당히 크고 둥글다. 많은 양의 구레나룻 수염이 또한 주둥이와 뺨 그리고 귀 밑에 자란다. 다른 활공하는 포유류처럼, 깃꼬리유대하늘다람쥐는 앞다리와 뒷다리 사이에 펼쳐지는 비막(飛膜)을 갖고 있다.
주머니하늘다람쥐류의 팔꿈치나 무릎 크기에 불과할 정도로 작으며, 몸에 난 긴 털은 활공을 할 때 유효 면적을 높여 주는 역할을 한다.